# Сулу-Куак
Сулу-Куак (баш. Һыулыҡыуаҡ) — деревня в Кармаскалинском районе Республики Башкортостан Российской Федерации. Входит в состав Адзитаровского сельсовета.

## География

### Географическое положение
Расстояние до:
- районного центра (Кармаскалы): 34 км,
- центра сельсовета (Адзитарово): 4 км,
- ближайшей ж/д станции (Чишмы): 37 км.

## Население
| 2002 | 2009 | 2010 |
| ---- | ---- | ---- |
| 73   | ↘39  | ↗44  |

Национальный состав
Согласно переписи 2002 года, преобладающая национальность — татары (82 %).